# アレクサンドル・ヨニツァ (1989年生のサッカー選手)
アレグザンドル・オクタヴィアン・ヨニツァ（Alexandru Octavian Ioniță, 1989年8月5日 - ）は、ルーマニア・ブカレスト出身の元サッカー選手。現役時代のポジションはFW（センターフォワード）。

## クラブ歴
1999年にSCヴィスコフィル・ブカレストのユースへ入団。2006年、FCラピド・ブカレストのセカンドチームにスカウトされ移籍。2009年よりラピドのトップチームに昇格し、ゴールを量産。2010年2月、ドイツの1.FCケルンと契約し、2010-11シーズンからの加入が決定した。
2016年7月16日、ASAトゥルグ・ムレシュに移籍することが決定した。
2021年1月5日、リーガIIのFCラピド1923と契約。7年半振りに復帰し3度目の所属となる。

## 代表歴
2009年よりU-21ルーマニア代表に選出されている。

## タイトル
アラド
- リーガII : 2019-20